# Mahecola-Barbe

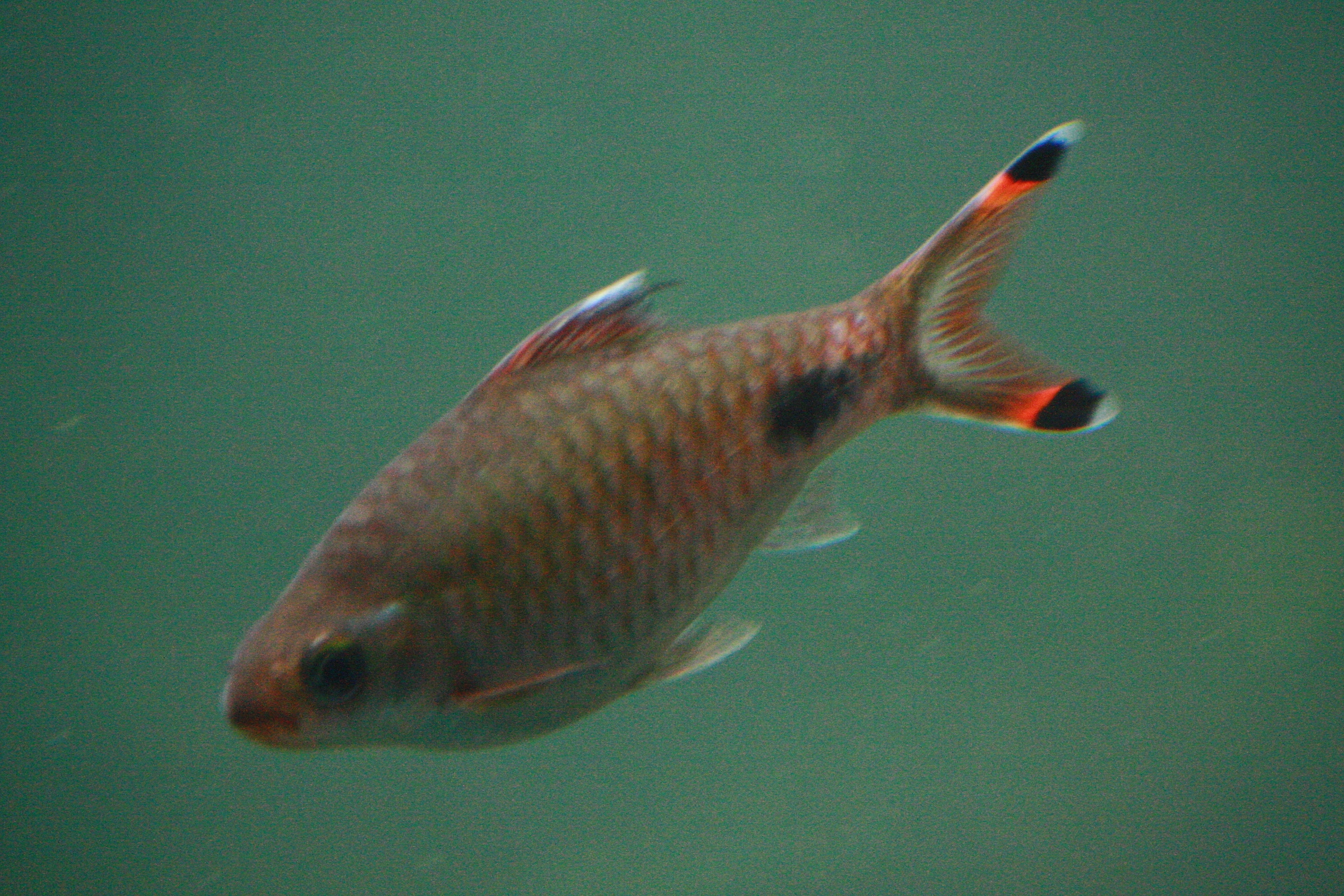

Die Mahecola-Barbe (Puntius mahecola) ist ein Süßwasserfisch aus der Familie der Karpfenfische (Cyprinidae). Sie kommt endemisch im südlichen Indien im Bundesstaat Kerala vor.

## Merkmale
Die Mahecola-Barbe wird 9 Zentimeter lang. Ihre Körperhöhe beträgt 27 bis 32 % der Standardlänge. Sie ähnelt der im gleichen Gebiet vorkommenden Schwarzfleckbarbe (Puntius filamentosus) unterscheidet sich von ihr und von anderen Puntius-Arten der Region vor allem durch den glatten letzten einfachen Rückenflossenstrahl, die fehlenden Filamentverlängerungen der geteilten Rückenflossenstrahlen, das Bartelpaar am Oberkiefer und die Schuppenformel.
- Flossenformel: Dorsale: 3/8½; Anale: 3/5½; Pectorale: 1/14, Ventrale: 1/8.
- Schuppenformel: SL 22-23+1-3.

Die Mahecola-Barbe ist auf der Rückenseite olivfarben, silbrig mit einem rosigen Schimmer an den Körperseiten und hat einen weißlichen Bauch. Ein schwarzer, länglicher und horizontal liegender Fleck befindet sich auf der hinteren Körperhälfte über dem Ende der Afterflosse. Er ist etwa 1½-mal so lang wie hoch und hat eine Höhe, die sich über 3½ Schuppen erstreckt. Manchmal erstreckt er sich bis auf den Schwanzflossenstiel. Rücken-, Schwanz- und Afterflosse sind bei den Weibchen gelblich, bei den Männchen rötlich, die Ränder der Rückenflosse manchmal grau. Brust- und Bauchflossen sind transparent. Die gegabelte Schwanzflosse hat je einen schwarzen Fleck an den Spitzen, darunter befindet sich ein roter Fleck. Männliche Mahecola-Barbe besitzen eine rosigen Fleck auf dem Kiemendeckel.

## Lebensweise
Die Mahecola-Barbe kommt in langsam fließenden Gewässern mit Schlamm- oder Sandgrund in den Küstenebenen Keralas vor. Sie ist nirgendwo häufig.